# Toyama-ryū
Toyama-ryū (jap. 戸山流) – sztuka walki japońskim mieczem (katana) skupiająca się na jego jednoczesnym wyjęciu z pochwy i wykonaniu cięcia lub obrony. Ten system szermierki opracowany został po I wojnie światowej celem szkolenia oficerów Cesarskiej Armii Japońskiej w użyciu guntō (jap. 軍 刀; miecz wojskowy), które służyło jako broń boczna (podobnie do zachodniej szabli wojskowej). Techniki koncentrują się na praktycznym i skutecznym użyciu miecza wobec wielu przeciwników atakujących z różnych kierunków. Metody te zaczerpnięte są z kilku tradycji miecza (ryū), ale widoczny jest w nich także wpływ zachodniej tradycji wojskowej. Kładą nacisk na sprawne posługiwanie się mieczem oraz efektywne użycie siły i energii cięcia. Pierwotnie sztuka ta opracowana została w 1925 roku w celu szkolenia Cesarskiej Armii Japońskiej, a następnie zachowana i udoskonalana przez następne pokolenia. Obecnie reprezentowana jest w różnych formach na całym świecie jako niezależna sztuka walki mieczem.

## Historia
Toyama-ryū Guntō Sōhō (jap. 軍刀奏法; metodologia miecza wojskowego) została stworzona i ujednolicona w 1925 roku przez komitet przedstawicieli kilku tradycji miecza jako programu nauczania Rikugun Toyama Gakkō (jap. 陸軍戸山学校) - akademii Armii Japońskiej. Jej koncepcja powstała w odpowiedzi na obawę, że oficerowie nie będą w stanie skutecznie dobyć i użyć mieczy w realnych działaniach wojennych. Oparte na koryū tōhō (jap. 古流刀法; klasyczne metody walki mieczem), siedem technik battōhō (metod dobycia miecza) miało za zadanie nauczyć oficerów armii, jak łatwo dobyć i używać guntō (wojskowej szabli wzorowanej na katana), szczególnie w kontekście walk w okopach (w zwarciu), która zdominowała I wojnę światową. Po zakończeniu II wojny światowej Cesarska Armia Japońska została rozwiązana, a Toyama-ryū Guntō Sōhō przetrwało wyłącznie w przekazie kilku instruktorów i byłych oficerów. Trzech z nich niezależnie kontynuowało nauczanie Toyama-ryū, dostosowując ją w różnym stopniu do cywilnej i tradycyjnej pedagogiki sztuk walki (m.in. przyjęcie cywilnych uniformów - hakama i keikogi itp.). Z biegiem czasu techniki i interpretacje nauczane przez tych trzech instruktorów zaczęły się różnić, a pomimo próby pogodzenia pojawiających się różnic poprzez standaryzację technik i ujednolicenie sposobów nauczania, nie osiągnięto konsensusu, w związku z tym powstały trzy odrębne linie - Morinaga, Yamaguchi i Nakamura. Nakamura Taizaburo, były instruktor szermierki w Rikugun Toyama Gakkō, założył Zen Nippon Toyama-ryū Iaidō Renmei (jap. 全日本 戸山流居合 道 連盟; Ogólnojapońska Federacja Toyama-ryū Iaidō). W ramach tej organizacji do oryginalnego programu nauczania dodano ósmą technikę, a także sześcioczęściowe kumitachi (jap. 組太刀; aranżowane formy sparingu).
Z czasem uznano, że nazwa Toyama-ryū dla wielu osób przywoływała wspomnienia z wojny, a używanie tego pojęcia poza nieistniejącym już wojskiem było niewłaściwe. W tym czasie Obata Toshishiro zasugerował nazwę battōdō (zamiast battōjutsu), podobnie jak iaijutsu zmieniło się w iaidō. Sugestia Obaty została przyjęta przez grupę Nakamury i utworzono Zen Nippon Battōdō Renmei (jap. 全日本抜刀 道 連盟; Ogólnojapońska Federacja Battōdō). Następnie także ta federacja rozpadła się na kilka odrębnych organizacji pod różnymi nazwami..

## Techniki
Program nauczania Toyama-ryū jest ograniczony (ponieważ składa się z zamkniętej liczby technik), a jego pierwotnym celem było zapewnienie podstawowego systemu nauki sposobów użycia miecza dla żołnierzy japońskich podczas II wojny światowej. Pomimo tego, techniki te są pragmatyczne i skuteczne oraz ilustrują niektóre podstawowe koncepcje użycia miecza. 
Wyróżnić można następujące grupy technik praktykowanych w ramach Toyama-ryū:
- Kata - osiem solowych technik battōhō (metod dobycia miecza)[4]:

| 一本目 |  | 前の敵      |  | Ipponme    |  | Mae no Teki         |
| 二本目 |  | 右の敵      |  | Nihonme    |  | Migi no Teki        |
| 三本目 |  | 左の敵      |  | Sanbonme   |  | Hidari no Teki      |
| 四本目 |  | 後の敵      |  | Yonhonme   |  | Ushiro no Teki      |
| 五本目 |  | 前の敵連続  |  | Gohonme    |  | Mae no Teki Renzoku |
| 六本目 |  | 前後の敵    |  | Ropponme   |  | Zengo no Teki       |
| 七本目 |  | 左右 前の敵 |  | Nanahonme  |  | Sayū Mae no Teki    |
| 八本目 |  | 一刀両壇    |  | Hachihonme |  | Ittō Ryōdan         |

- Kumitachi - aranżowane formy sparingu w parach;

- Tameshigiri - testowe cięcie przygotowanych celów przy użyciu ostrego miecza.

W zależności od reprezentowanej organizacji, na poszczególne grupy technik kładziony jest różny nacisk. Organizacja Toshishiro Obaty Sensei (jap. 国際戸山流連盟; Kokusai Toyama Ryū Renmei, Międzynarodowa Federacja Toyama Ryū) skupia się na praktykowaniu form kata na wszystkich etapach jego rozwoju - Toyama-ryū no Hensen (jap. 変 遷) - badaniu oryginalnych metod i technicznej ewolucji form (okresy Guntō Sōhō, Battōjutsu i Battōdō/Iaidō). Techniki te praktykowane są w ramach programu nauczania Shinkendo - klasyfikowane jako gaiden waza (jap. 外 伝 技; technika zapożyczona). 